# Johann Heinrich Kaltenbach
Pour les articles homonymes, voir Kaltenbach (homonymie).
Johann Heinrich Kaltenbach (né le 30 octobre 1807, à Cologne – décédé le 20 mai 1876, à Aix-la-Chapelle), est un naturaliste et entomologiste prussien intéressé principalement par les espèces de ravageurs. Il fut enseignant à Aix-la-Chapelle.

## Publications
- (de) Monographie der Familien der Pflanzenläuse (Phytophthires); Aachen, In Commission der Roschütz'schen Buchandlung (1843)[1].
- (de) Die deutschen Phytophagen aus der Klasse der Insekten. Fortsetzung. Alphabetisches Verzeichniss der deutschen Pflanzengattungen (Buchstabe B). Verh. Naturforsch. Ver. Preuss. Rheinl. Westfalens 15: 77-161.(1858).
- (de) Die Pflanzenfeinde aus der Klasse der Insekten. Ein nach Pflanzenfamilien geordnetes Handbuch sammtlicher auf den einheimischen Pflanzen bisher beobachteten Insekten zum Gebrauch fhr Entomologen, Insektensammler, Botaniker, Land- und Forstwirthe und Gartenfreunde. Hoffman, Stuttgart. viii + 848 p.([1872]). 3 parties.

En botanique, Kaltenbach fut l'auteur de Flora des Aachener Beckens (Flore du bassin d'Aix la chapelle), un livre dans lequel il identifia près de 800 phanérogames,.